# Kasseri
El kasseri és un formatge grec fet amb una barreja de llet d'ovella i de cabra, de pasta dura cuita, textura cremosa i de gust fort i salat.

## Origen
Hom creu que aquest formatge, elaborat des del segle xix, es va importar des de Bulgària amb el nom de kaixkaval.

## Elaboració
El kefalotiri fresc és la materia primera del kasseri: en primer lloc, es talla en tires i es deixa reposar diverses hores. Tot seguit s'introdueixen les tires en aigua amb sal a 70ªC i es modela la massa. El kasseri madura durant 6 mesos aproximadament.

## Característiques
Té la forma d'una petita roda, és de color groc clar, fa entre 25-30 cm de diàmetre i 7-10 cm de gruix, i pesa entre 1 i 7 kg. La pasta no té escorça, és de color blanc groguenc, té una consistència untuosa i un sabor aromàtic, suau, mantegós i lleugerament picant.

## Ús gastronòmic
El kasseri és emprat avui dia per a elaborar el plat tradicional grec anomenat saganaki: es fregeix en mantega o oli d'oliva i s'amaneix amb suc de llimona. Combina molt bé amb l'ouzo i els vins blancs de vinificació moderna (com ara, els de les varietats sauvignon blanc o chardonnay).

## Observacions
És el segon formatge més apreciat pels grecs després del feta i és emprat com a substitut de la mozzarella per molts consumidors nord-americans.